# 雅各布·西奥多·克莱因
雅各布·西奥多·克莱因（Jacob Theodor Klein nickname Plinius Gedanensium，1685年8月15日—1759年2月27日）为皇家普鲁士法学家、历史学家、植物学家、数学家及外交官。